# Eubosmina hagmanni
Eubosmina hagmanni är en kräftdjursart som först beskrevs av Stingelin 1904.  Eubosmina hagmanni ingår i släktet Eubosmina och familjen Bosminidae. Inga underarter finns listade i Catalogue of Life.